# 惜しみなく愛は奪ふ
惜しみなく愛は奪ふ（おしみなくあいはうばふ）は、有島武郎が著作した日本の評論作品。

## 概要
1920年6月5日発行の有島武郎著作集第十一集『惜しみなく愛は奪ふ』（叢文閣刊）の巻頭に掲載。
有島武郎の「愛」に関する思想が綴られた作品。
人を愛するということは、相手のすべてを奪って自己のものにすることとする思想。

## 各章の概要
| 1  | 私は永劫の中に生まれた。私は私自身を愛することから始める。                                   |
| 2  | 私の言おうとする事は、多くは暗示によらねばならない。                                         |
| 3  | 私は、神を知ったと思っていたことを知った。私は偽善者だ。                                     |
| 4  | 私は自分の個性を知るため、他人の個性に触れてみようとした。それは結局私ではなかった。         |
| 5  | 私には生命を賭しても主張すべき主義はない。私は弱い。私は強い人と袖を分かつ。                 |
| 6  | 私の個性は言う。個性以上に完全なものはない。外部から借りてきた理想、良心、道徳、神は不要だ。 |
| 7  | 個性は言う。個性に帰らねばならぬ。人間生活の本当の要求は生長だ。                             |
| 8  | 私の個性によって、私は些かの安定を自分のうちに見出した。私の知り得たところを書き誌す。       |
| 9  | 私にも過去と未来はある。しかし最大無限の価値を持つのは現在だ。                               |
| 10 | 外界の刺激をそのまま受け入れる生活を習性的生活と呼ぼう。そこには自己がない。                 |
| 11 | 智的生活では、個性は外界と対立する。知識や道徳による保守的な生活である。                     |
| 12 | 本能的生活には道徳はなく、したがって努力はない。必至的に自由な生活である。                   |
| 13 | 3種の生活と外界との関係を図示                                                                |
| 14 | 本能とは自然の持っている意志を指す。                                                         |
| 15 | 愛は本能の働きである。愛は与える本能である代わりに奪う本能である。                           |
| 16 | 愛は生長と完成とを欲する。奪うことによって。愛の本体は惜みなく奪うものだ。                   |
| 17 | 見よ、愛がいかに奪うかを。愛は個性の飽満と自由とを成就することに全力を尽くす。               |
| 18 | 愛したが故に死なねばならぬ場合とは、個性の充実の完成だ。                                     |
| 19 | 憎しみとは愛の一つの変形である。よく愛するものほど、強く憎むことを知る。                     |
| 20 | 愛は自足してなお余りある。人の最極の要求は自己の完成である。                                 |
| 21 | 愛が自己を表現した結果が、創造であり芸術だ。                                                 |
| 22 | 社会生活も本能的生活を目指さねばならぬ。個人生活と調和されねばならぬ。                       |
| 23 | 現在の文化は男性が作った。文化を見直してくれる女性の出現を望む。                             |
| 24 | 以上のこの感想を、部分的にでなく、全体において読者は考えてほしい。                           |
| 25 | 一つの思想が体験なしに受け取られると、提供者も享受者も空しい。                               |
| 26 | 生きんとするものは、既成の主張で自己を金縛りにしてはなるまい。                               |
| 27 | 思想は一つの実行である。                                                                     |
| 28 | この思想に示唆を与えてくれた阪田泰雄氏に感謝する。                                           |
| 29 | この訴えからよいものを聴き分ける人があったならば、私は苦しみから救われる。                   |

## 広告文
一つ、而してたゞ一つの規範の上に生活しようとする私の欲求は、私をして私の自個を規範そのものたらしめました。この小さな論文は凡てこの立場の上に創り出されてゐます。凡てが始る前に人はこゝから始めなければならないと私は信じます。私は私にとつて大事なこの思想を公然と容赦なき検察に供します。少くとも五年以上の歳月を折りたゝんで築き上げたこの論文は、私にある深い自信と愛着とを持たせずにはおきません……著者